# Venk
Venk (románul Venchi, németül Wench) falu Romániában, Maros megyében. Közigazgatásilag Segesvárhoz tartozik.

## Fekvése
A falu Segesvártól 3 km-re nyugatra, Maros megye déli részén helyezkedik el, a Nagy-Küküllő jobb partján.

## Története
Közigazgatásilag az 1960-as években vált külön Segesvártól. 1966-ban 522 lakosa volt. 2002-ben 195 lakosa volt, ebből 158 román, 20 magyar, 16 roma és 1 német nemzetiségű.